# Bematistes consanguinea
Bematistes consanguinea är en fjärilsart som beskrevs av Aurivillius 1893. Bematistes consanguinea ingår i släktet Bematistes och familjen praktfjärilar. Inga underarter finns listade i Catalogue of Life.